# خدنق
خَدَنَّق (الاسم العلمي: Avicularia)، جنس عناكب من فصيلة الرتيلاء، أنواعه 12. مهدها أمريكا الجنوبية الاستوائية.
كل الأنواع في الجنس تتميز بوسائد قدم وردية اللون.